# جان اسنو (روزنامه‌نگار)
جان اسنو (انگلیسی: Jon Snow؛ زادهٔ ۲۸ سپتامبر ۱۹۴۷) روزنامه‌نگار، و مجری تلویزیون اهل بریتانیا است.
از فیلم‌ها یا برنامه‌های تلویزیونی که وی در آن نقش داشته‌است می‌توان به کوریولانوس اشاره کرد.